# Ediciones Récord
Ediciones Récord fue una editorial argentina, que a mediados de los años '70 revolucionó el mercado editorial argentino con sus publicaciones, particularmente con la clásica revista de antología Skorpio, que se convirtió en una de las más populares y respetadas historietas de su país.
La editorial publicó masivamente y con frecuencia desde los años '60 y hasta finales de los '80, centrándose fundamentalmente en obras de aventuras y fantasía de autores argentinos; en la mayoría de los casos eran trabajos que iban destinados al mercado argentino y a las publicaciones del sello Eura, mientras que otros pertenecían al mercado europeo de historieta. A principios de la década del '90 Récord cerró definitivamente.

## Historia
Editorial Récord comenzó publicando fotohistorias italianas de terror y crímenes como Killing (1971), Ultratumba, el monstruo de Londres (1972) o Goldrake (1973).
En 1974 irrumpió en el mercado de las historietas con su revista de antología Skorpio, y dado su éxito, retomó antiguas cabeceras de la editorial como Tit-Bits (1975) y Pif-Paf (1976), además de sacar la nueva Corto Maltés (en versión revista).
Ya en los años '90, lanza la historieta de antología erótica El Tajo. Sin embargo, la hiperinflación argentina de 1989 y 1990 primero, y la llegada masiva de cómics del mercado norteamericano —la cual fue consecuencia de la también masiva llegada de importaciones alentadas por la política económica de "convertibilidad" que implantó el ministro de Economía Domingo Cavallo durante la presidencia de Carlos Saúl Menem— después (a principios de los años '90) golpeó fuertemente al sector cultural dedicado a la historieta argentina en general y a Récord en particular. En consecuencia, alrededor de 1993 (la fecha exacta se desconoce) Ediciones Récord cerró para siempre.

## Publicaciones
| Título                             | Año       | Tipo       | Números |
| ---------------------------------- | --------- | ---------- | ------- |
| Kiling                             | 1971      | Fotonovela |         |
| Ultratumba, el monstruo de Londres | 1972      | Fotonovela |         |
| Goldrake                           | 1973-1974 | Fotonovela |         |
| Skorpio                            | 1974-1996 | Historieta | 235     |
| Tit-Bits                           | 1975-1981 | Historieta |         |
| Pif-Paf                            | 1976      | Historieta |         |
| Corto Maltés                       | 1975      | Historieta |         |
| Gunga Din                          | 1980      | Historieta |         |
| Skorpio Plus                       | 1984      | Historieta |         |
| Fénix                              | 1988      | Historieta |         |
| El Tajo                            | 1991-1992 | Historieta | 10      |